# A Question of Lust
A Question of Lust ist ein Lied von Depeche Mode. Es erschien im April 1986 als zweite Single aus dem Album Black Celebration  mit dem Song Christmas Island als B-Seite. 

## Entstehung und Inhalt
Der ruhige, balladeske Synthpop-Song weist einen zugänglich gehaltenen Refrain auf und wurde von Martin Gore sowohl selbst geschrieben als auch gesungen. Er wurde von der Band mit Daniel Miller sowie Gareth Jones produziert. Die Aufnahmen fanden in den Westside Studios in London statt, abgemischt wurde in den Hansa Studios, Berlin. Für den Song verwendete Depeche Mode Kastagnetten-artige Klänge, für die sie Tischtennisbälle auf einer Tischplatte sampelten. Textlich handelt der Song von einer fragilen Liebesbeziehung zweier Menschen.

## Veröffentlichung und Rezeption
A Question of Lust erschien im April 1986 als Single. Es erreichte Platz 28 in Großbritannien. In Deutschland konnte sich die Single auf Chartrang acht platzieren wie auch in der Schweiz auf Platz 12, in Schweden auf Platz 17 oder in Belgien (Flandern) auf Platz 32. Die B-Seite war Christmas Island, das von Martin Gore mit Alan Wilder geschrieben wurde.

## Musikvideo
Regisseur des Musikvideos war wiederum Clive Richardson. Es wurde bei YouTube über 7 Millionen Mal abgerufen (Stand: Februar 2024).